# 布納威提站
布納威提站為泰國曼谷BTS素坤逸線的其中一座車站，位於拍崑崙縣素坤逸路素坤逸101街，站碼為E11，於2011年8月12日開始營運。

## 鄰近地點
- 梅林小屋飯店（Merlin Lodge Hotel）；
- 新加坡英文國際學校（Anglo Singapore International School）位于素坤逸六十四街；

## 外部連結
- 曼谷集體運輸系統（架空電車）的官方網站